# Perumbaikad
Perumbaikad é uma vila no distrito de Kottayam, no estado indiano de Kerala.

## Demografia
Segundo o censo de 2001, Perumbaikad tinha uma população de 42 984 habitantes. Os indivíduos do sexo masculino constituem 49% da população e os do sexo feminino 51%. Perumbaikad tem uma taxa de literacia de 86%, superior à média nacional de 59,5%: a literacia no sexo masculino é de 87% e no sexo feminino é de 86%. Em Perumbaikad, 11% da população está abaixo dos 6 anos de idade.